# Station Swansea
Swansea is een spoorwegstation van National Rail in Swansea in Wales. Het station is eigendom van Network Rail en wordt beheerd door Transport for Wales.

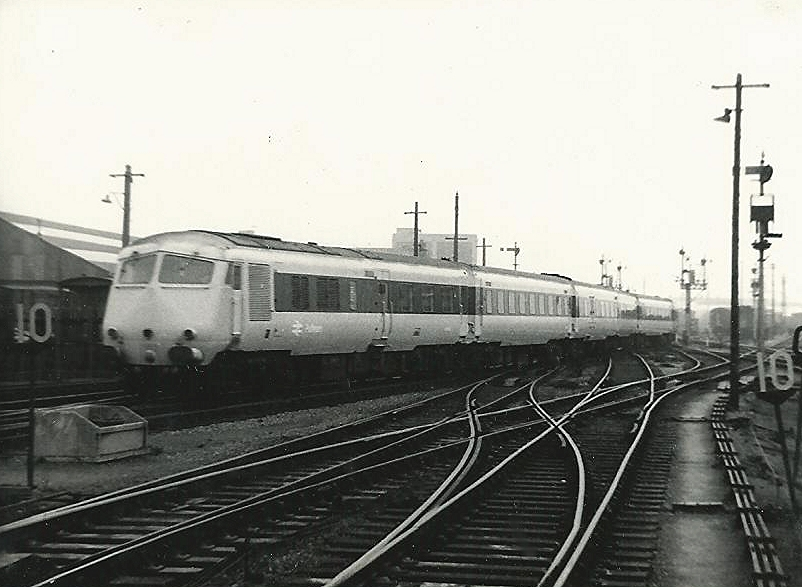
Blue Pullman, 1967
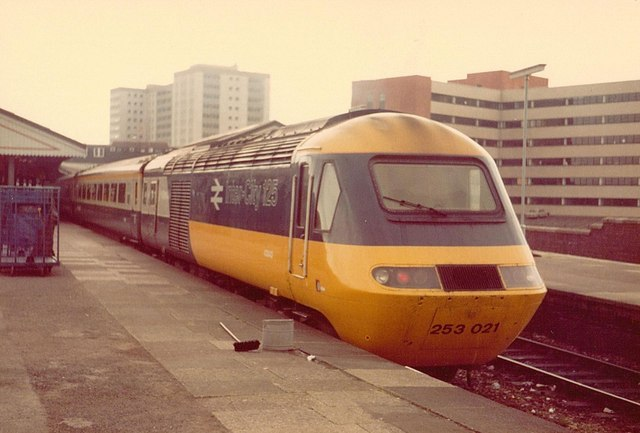
HST, 1981
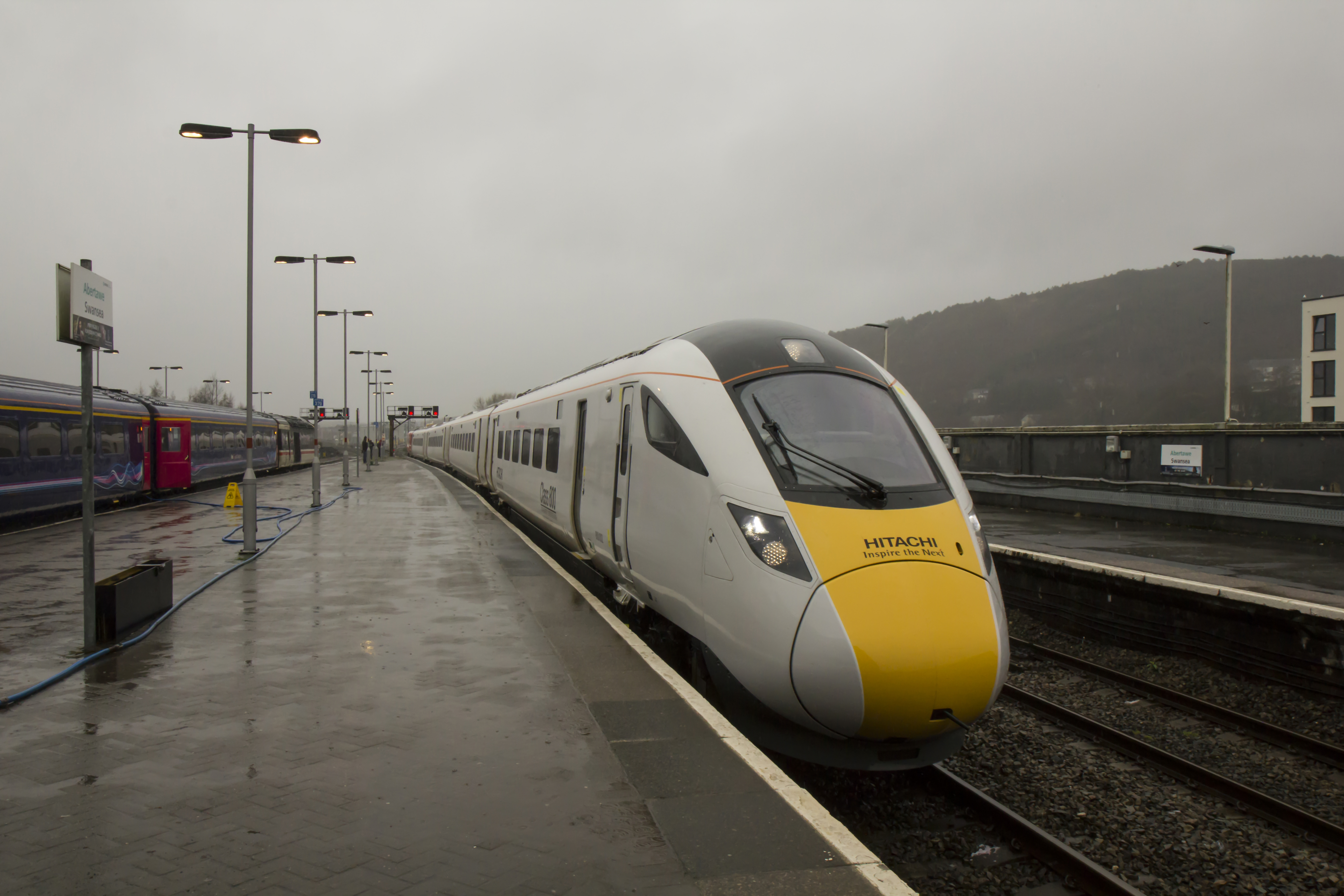
Class 800, 2017